# 195 Eurykleia
Euriclea o 195 Eurykleia è un asteroide della fascia principale del diametro medio di circa 85,71 km. Scoperto nel 1879, presenta un'orbita caratterizzata da un semiasse maggiore pari a 2,8787255 UA e da un'eccentricità di 0,0413221, inclinata di 6,96537° rispetto all'eclittica.
Il suo nome è dedicato ad Euriclea, nell'Odissea la nutrice di Ulisse.